# Aloe haworthioides
Aloe haworthioides är en grästrädsväxtart som beskrevs av John Gilbert Baker. Aloe haworthioides ingår i släktet Aloe och familjen grästrädsväxter.
Artens utbredningsområde är Madagaskar.

## Underarter
Arten delas in i följande underarter:
- A. h. aurantiaca
- A. h. haworthioides

## Bildgalleri

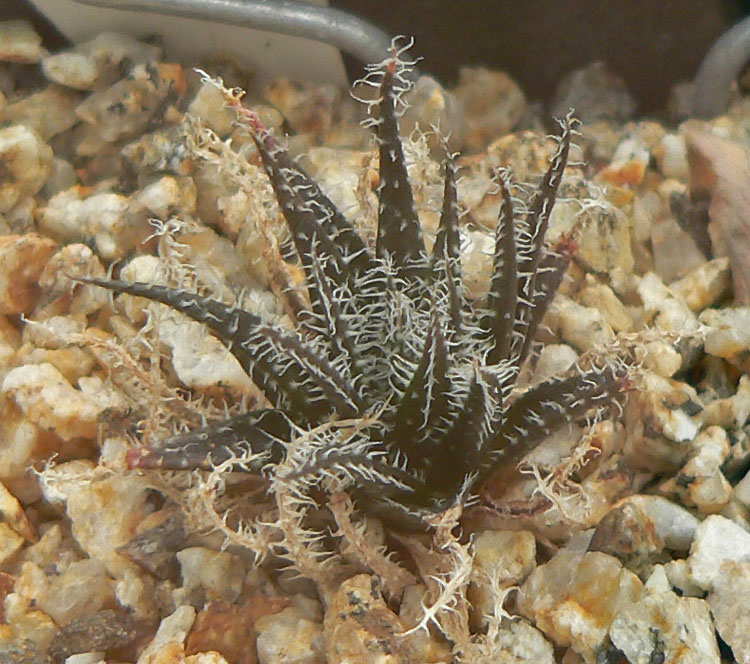
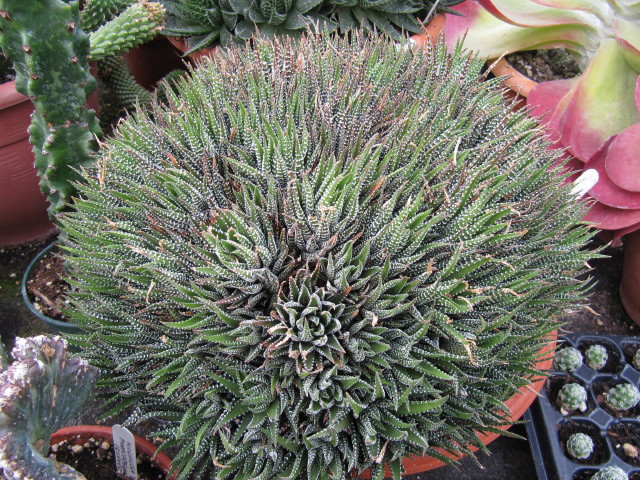
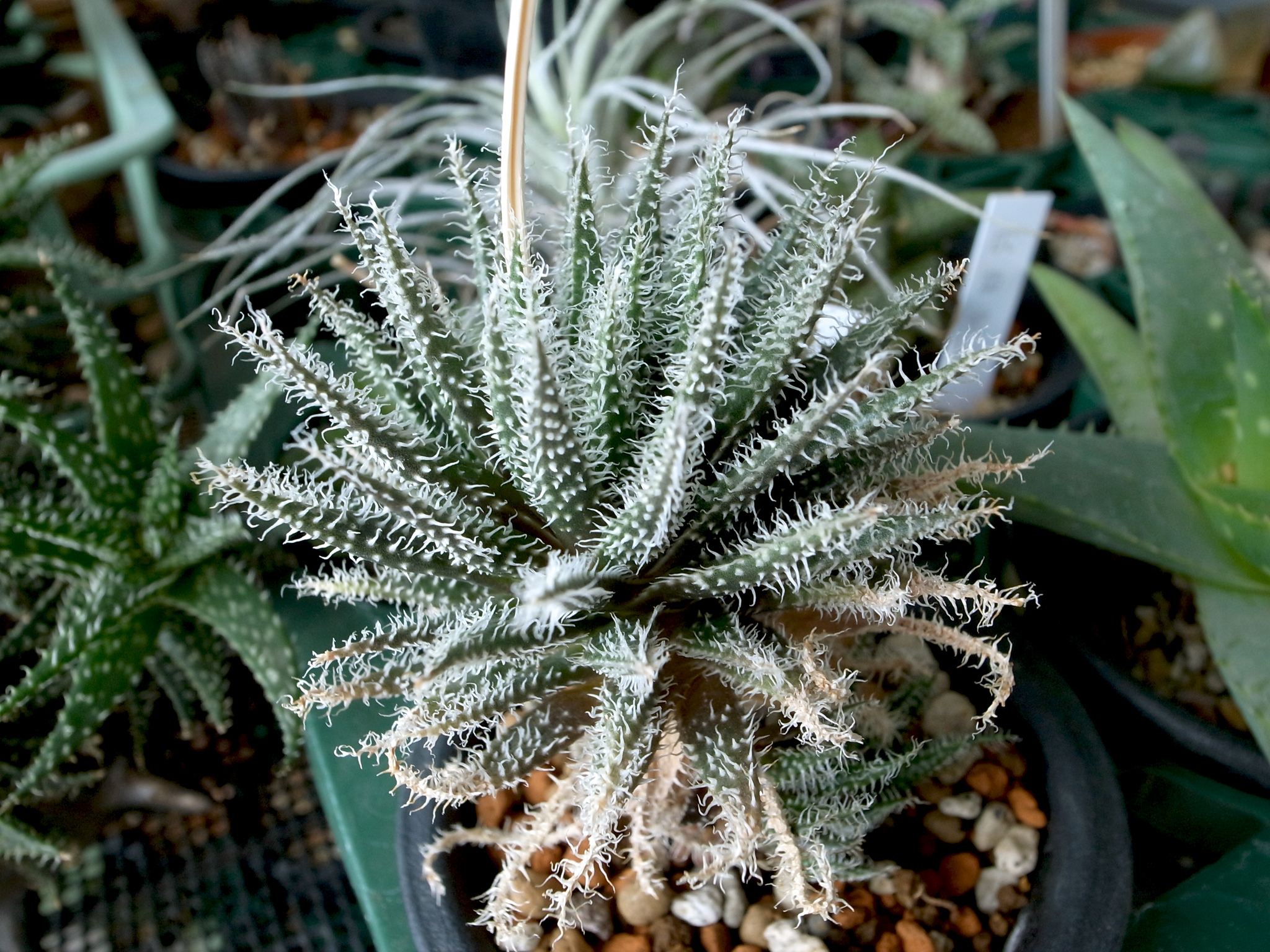